# 22 Pułk Piechoty (Imperium Rosyjskie)
22 Niżegorodzki Pułk Piechoty Jej Imperatorskiej Wysokości Wielkiej Księżnej Wery Konstantynownej Romanowej (ros. 22-й пехотный Нижегородский Её Императорского Высочества Великой Княгини Веры Константиновны полк) – oddział piechoty okresu Imperium Rosyjskiego.

## Charakterystyka
Sformowany 25 czerwca 1700 za panowania cara Piotra I Wielkiego. Nosił nazwę Niżegorodzki pp (1811–1864).
W przededniu I wojny światowej pułk etatowo posiadał cztery bataliony po cztery kompanie oraz kompanię tyłową. Kompania piechoty czasu wojny liczyła około 240 żołnierzy i 4–5 oficerów. Na szczeblu pułku występował także pododdział karabinów maszynowych (8 km), łączności (w tym 14 konnych gońców i 21 telefonistów) i zwiadowczy (64 zwiadowców, w tym 4 kolarzy). W sumie pułk liczył około 4000 żołnierzy.

## Przyporządkowanie
Lipiec 1914:
- 15 Korpus Armijny – Warszawa
  - 6 Dywizja Piechoty – Ostrów
    - 1 Brygada Piechoty – Ostrołęka
      - 22 Niżegorodzki  pułk piechoty – Ostrołęka[6].